# 牧野裕至
牧野 裕至（まきの ひろし、1952年または1953年 - ）は、日本の建設・国土交通技官。鳥取県県土整備部長、国交省砂防部長を歴任。瑞宝中綬章受章。

## 経歴・人物
建設省入省、北陸地方建設局 (現・北陸地方整備局) 企画部企画調査官、1999年 (平成11年) 河川局砂防部傾斜地保全課特定斜面整備対策官、鳥取県県土整備部長、2005年4月 河川局砂防部保全課長、2008年7月 同部砂防計画課長、2009年7月 中野泰雄の後任として同局砂防部長。同年10月 富山市で、白岩堰堤の重要文化財指定にあわせ、世界文化遺産登録への取り組みとして開催された国際砂防フォーラムに来賓として出席。2011年1月 南哲行を後任に砂防部長を退任、退官。2022年 (令和4年) 6月 長野県飯田市で開催された三六災害60年を記念したシンポジウムで講演。

## 著作
- 詳細地形の影響を考慮したメソα スケールの気象現象時間の降雨量予測に基づく土砂災害（土石流）警戒判定について (共著、砂防学会誌)[9]
- 砂防文化 (砂防学会誌)[10]
- 急傾斜地の崩壊による災害の防止に関する法律の目的から見た特色と土砂災害対策のソフト対策に果たした役割 (共著、一般財団法人砂防フロンテイア整備推進機構) [11]

## 栄典
- 2023年4月 令和5年春の叙勲で瑞宝中綬章を受章[1]